# Hålesjön
Hålesjön är en sjö i Falkenbergs kommun i Halland och ingår i Ätrans huvudavrinningsområde. Sjön har en area på 0,172 kvadratkilometer och ligger 132,2 meter över havet.

## Delavrinningsområde
Hålesjön ingår i det delavrinningsområde (634980-133470) som SMHI kallar för Utloppet av Kalvsjön. Medelhöjden är 147 meter över havet och ytan är 39,38 kvadratkilometer. Räknas de 21 avrinningsområdena uppströms in blir den ackumulerade arean 476,55 kvadratkilometer. Lillån (Kalvån) som avvattnar avrinningsområdet har biflödesordning 2, vilket innebär att vattnet flödar genom totalt 2 vattendrag innan det når havet efter 98 kilometer. Avrinningsområdet består mestadels av skog (59 procent). Avrinningsområdet har 7,88 kvadratkilometer vattenytor vilket ger det en sjöprocent på 20 procent.